# مک‌بوک پرو
مک‌بوک پرو (به انگلیسی: MacBook Pro) رده‌ای از رایانه‌های مکینتاش قابل حمل از شرکت اپل است که برای بازار کاربران حرفه‌ای طراحبالاترین رده از خانواده مک‌بوک قرار دارد.
این لپتاپ‌ها مخصوص برنامه‌نویسی , طراحی , کارهای گرافیکی سبک می‌باشد .

## نسخه‌ها

### نسل نخست
اولین بار این محصول در 12ژانویه ۲۰۰۶ توسط استیو جابز مدیر عامل شرکت اپل معرفی شد و بلافاصله پیش خرید آن برای تحویل در اواسط ماه فوریه در وب‌گاه اپل آغاز شد. مک‌بوک پرو در قالب‌های ۱۳ اینچی، ۱۵ اینچی و ۱۷ اینچی است و جانشینی برای مدل‌های سری پاوربوک جی ۴ حساب می‌شود، همچنین اولین لپ‌تاپ مکینتاش است که توسط سی‌پی‌یوهای اینتل کُر دووُ و اینتل کُر ۲ دووُ پشتیبانی شده‌است.

### نسل دوم
نسل دوم این رایانه‌های قابل‌حمل در ۱۴ اکتبر ۲۰۰۸ معرفی شد و پس از آن در سال‌های ۲۰۰۹ تا ۲۰۱۲ تکامل یافت و حتی در اواسط سال ۲۰۱۰ حضور پردازنده‌های چهارهسته‌ای اینتل یعنی از سری core i7 نیز در مک‌بوک پرو به آن قدرت داد.

### نسل سوم
نسل سوم مک‌بوک در ژوئن ۲۰۱۳ در طی کنفرانس جهانی توسعه‌دهندگان اپل معرفی شد و از جمله ویژگی‌های جدید آن برخورداری از نمایشگری با تفکیک‌پذیری بالای ۱۸۰۰×۲۸۸۰ و با تکنولوژی انحصاری اپل یعنی رتینا است.
در سال ۲۰۱۵ اپل تغییراتی را در مک بوک پرو به وجود اورد. بخشی از این تغییرات عبارتند از: ۱. استفاده از کیبورد اختصاصی اپل به نام butterfly یا پروانه ای ۲. ترک پد دارای قابلیت force touch یا همان 3D touch که قابلیت درک فشار را دارد.
نسل چهارم
نسل چهارم مک‌بوک پرو در سال ۲۰۱۶ رو نمایی شد. در این نسخه اپل مک‌بوک پروهایش را بسیار نازک کرد تا جایی که دیگر از یو اس بی‌های معمولی استفاده نکرد.
او با تغییراتی در USB Type C آن را thunderbolt نامید. همچنین در نسخه‌هایی از این کامپیوترها از حسگر اثر انگشت استفاده کرد. و برای امنیت بیشتر از چیپ‌های اختصاصی خود اپل با نام T1
استفاده کرد. همچنین تغییراتی را در بخش کلیدهای function استفاده نموده و در قسمت بالای کیبورد صفحه نمایشی خاص به نام تاچ بار جایگزین این کلیدها نمود.
با وجود تمام این تغییرات هنوزهم بسیاری مک بوک پرو ۲۰۱۵ را بهترین لپتاپ حال حاضر میدانند. زیرا نیازی به مبدل ندارد و پورت هارا به صورت کامل دارد و هم شارژ دهی بالاتری دارد و هم اسپیکرهای قوی تری دارد و هم کیبورد مناسب تری برای برنامه نویسان دارد.
بوک پرو 2017 مدل 13 اینچی نسخه‌‌ ارتقاءیافته از لپ‌تاپ فوق‌العاده‌ نسل چهارمی اپل در سال 2016 است که با و بدون تاچ‌بار تولید شده اند. در حالی که در مک بوک های 2016 از پردازنده‌های نسل هفتمی کبی‌ لیک استفاده شده بود، در مک بوک پرو 2017 از پردازنده‌‌های اسکای‌لیک استفاده شد. نمونه‌ مجهز به تاچ‌بار از تراشه‌ قدرتمند ۲۸ واتی، دو پورت تاندربولت بیشتر و باتری نسبتا کوچک‌تری بهره می‌برد؛ با تولید این محصول، تولید نسخه‌ ۲۰۱۵ مک‌بوک پرو ۱۳ را نیز متوقف شد.
مک بوک پرو 2018 که نسل ششم مک بوک های اپل به شمار می رود، در دو مدل 13 و 15 اینچی رونمایی شد تا لپ‌تاپ‌های دیگر بازار را به چالش بکشد. به لحاظ طراحی ورژن 13 اینچ با نسل قبلش یعنی نسخه 13 اینچی مک بوک پرو 2017 تفاوت چندانی ندارد و از همان ساختار آلومینیومی باریک 14.9 میلیمتری با وزن 1.37 کیلیوگرمی بهره می برد. مک بوک پرو ورژن 13 اینچ در سال 2018 تنها در مدل با تاچ بار بروز رسانی شده و مدل بدون تاچ بار از همان سخت افزار قبلی بهره برده است. لذا تاچ بار نیز به طور پیش فرض در طراحی نسخه 13 اینچی این لپ تاپ در سال 2018 جای گرفته است. مک بوک پرو 13 اینچ 2019 در جریان رویداد روز اول کنفرانس WWDC 2019 معری شد و از سپتامبر 2019 آماده عرضه به بازار توسط شرکت اپل شد. مک بوک پرو 2019 از پردازنده‌های چهار هسته‌ای نسل هشتم شرکت اینتل برخوردار است که سرعتی دو برابر به نسبت ورژن قبلی مک بوک پروهای 13 اینچی را داراست. مک بوک پرو 2019 13 اینچ همچنین مجهز به تاچ بار، سیستم احراز هویت Touch Id، سیستم بهبود نمایشگر True Tone و تراشه امنیتی T2 است.

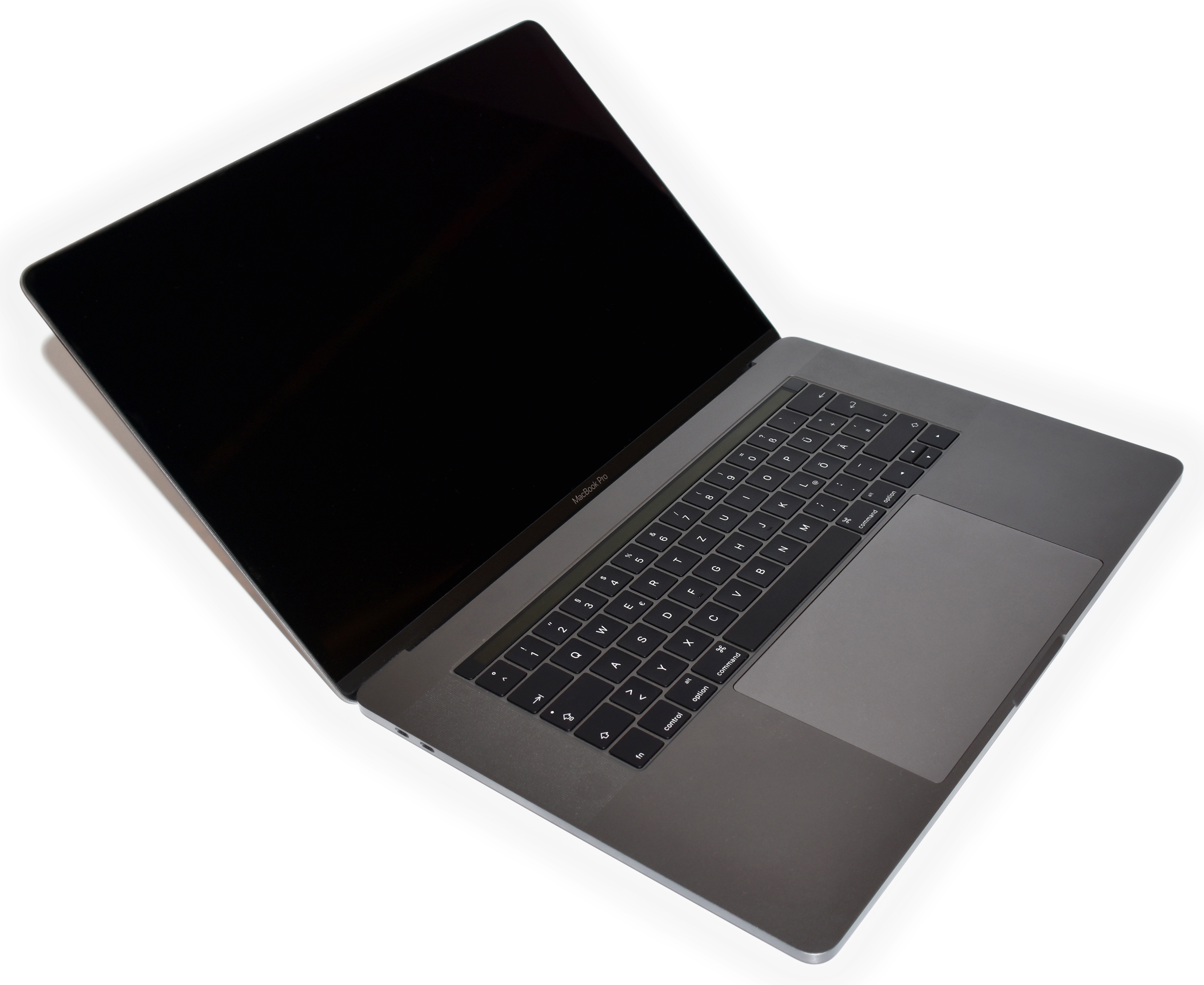

### نسل پنجم
این نسل تفاوت چندانی از نظر ظاهری با نسل چهارم نداشت اما اپل بالاخره پس از ۴ سال تجربه بد کاربران از غیر قابل اطمینان بودن تا خراب شدن کیبورد پروانه ایی به مکانیزم کیبورد مک بوک های قبل (مکانیزیم قیچی) بازگشت که این باعث افزایش قطر این نسل از لپ تاپ شد.

### نسل ششم
در این نسل اپل بالاخره به تراشه های مهندس شده در  خانه اش یعنی اپل سیلیکون Apple Silicon که مبتنی بر معماری دستورالعمل شرکت آرم هستند مهاجرت کرد تا سهم بازاری را که از دست داده بود جبران کند. این نسل از نظری ظاهری هیچ تفاوتی با نسل قبلش ندارد ( به جز Globe Key بر روی Function Key برای درج Emoji ها) اما از نظر قدرتی شاهد ۲/۸ برابر افزایش قدرت در سرعت پردازش پردازنده و ۱۱ برابر افزایش قدرت در پردازش گرافیکی بودیم. 
- مشارکت‌کنندگان ویکی‌پدیا. «MacBook Pro». در دانشنامهٔ ویکی‌پدیای انگلیسی، بازبینی‌شده در ۹ ژوئیه ۲۰۰۸.